# Ernesto Guerra da Cal
Ernesto Román Laureano Pérez Guerra, más conocido como Ernesto Guerra da Cal, (Ferrol, 19 de diciembre de 1911-Lisboa, 28 de julio de 1994) fue un filólogo y escritor español.

## Trayectoria
Nacido en Ferrol, tras la tempranera muerte de su padre, su madre se traslada a Madrid para retomar sus estudios en la Escuela Superior Normal, dejándolo a él y a su hermano al cargo de la familia de Quiroga, Lugo, villa donde pasa su infancia y con la que conservará siempre un hondo enlace sentimental.

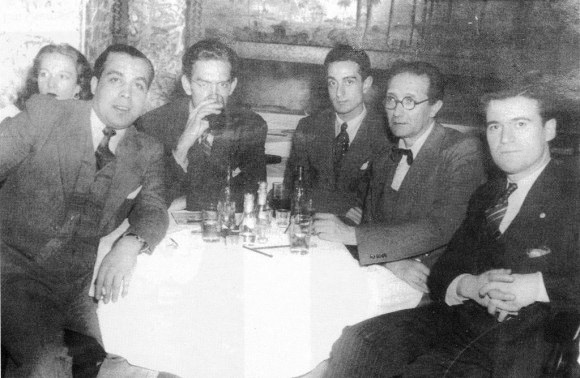
Guerra da Cal (con un vaso en la mano) con Castelao, en una reunión con amigos en Nueva York.

Cuando cuenta con apenas 11 años su madre obtiene plaza de maestra en Madrid, y lleva a ambos hijos con ella. Ernesto vivirá en la capital entre los once y los veinticinco años. En ella cursa el bachillerato y la carrera de Filosofía y Letras, al tiempo que comienza a desarrollar una cierta conciencia política que lo lleva a participar de las protestas estudiantiles contra la dictadura de Miguel Primo de Rivera, siendo detenido varias veces. También entra en contacto con la vida intelectual capitalina, asistiendo a las sesiones del Ateneo y entrando en contacto con algunas figuras destacadas. En el año 1931 conoce a Federico García Lorca, persona con la que va a tener una gran amistad y con la que compartirá la ideología republicana. En los primeros años de la Segunda República Española, ambos acudirán juntos a diversas tertulias capitalinas, tanto las de la Casa de las Flores, organizadas por Pablo Neruda, como las del Café Regina, de carácter galleguista. Guerra da Cal asistirá también a la fundación de La barraca, el grupo teatral de Lorca, y pondrá a este en relación con algunos intelectuales gallegos, destacadamente con Eduardo Blanco Amor. La relación entre ambos está también en el hondo de la composición de su libro Seis poemas gallegos, del que Guerra da Cal actuaría como uno de los incitadores y como puntual auxilio lingüístico.
Cuando comienza la Guerra Civil española, Ernesto va a combatir del lado republicano formando parte de las Milicias Gallegas. En 1937 aparece en la revista Nova Galiza su poema Marinero fusilado, su primera publicación literaria. En 1939, la derrota republicana lo sorprende en Nueva York, cumpliendo una misión para el gobierno de la República. Quedará exiliado en la ciudad norteamericana, donde en los primeros años entra en contacto nuevamente con Castelao y otros exiliados.

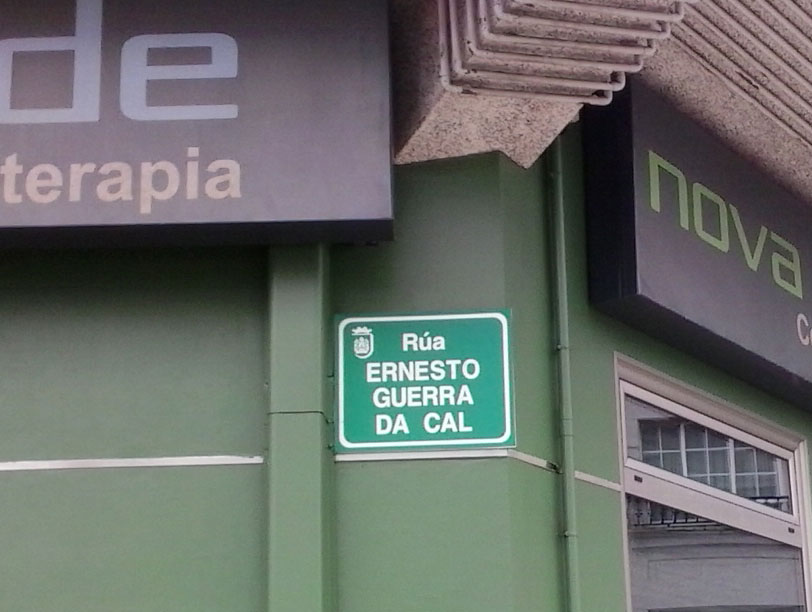
Placa en Ferrol.

En los Estados Unidos desarrolla una fructífera carrera académica. Primero ocupará la cátedra de Lenguas y Literaturas Románicas, y después será director del Departamento de Español y Portugués del Washington Square College. En esos años publica Língua e estilo de Eça de Queirós (1954), uno de los estudios más importantes sobre el autor portugués. En 1956 colabora también en el Dicionário das Literaturas Portuguesa, Galega e Brasileira de Jacinto do Prado Coelho, encargándose de las entradas referidas a la literatura gallega. También en esos años desarrolla la creación literaria, creando libros de poemas como Lua de alén mar (1959), Poemas (1961), Rio de sonho e tempo (1962) o Motivos de eu (1966).
Al adoptar la nacionalidad estadounidense (en 1983 renunciaría a la española), en el año 1954 adopta también legalmente el nombre de Ernesto Guerra Da Cal, aplicando las reglas portuguesas de ordenación de apellidos, en las que el de la madre va en primer lugar.
En el año 1977, ya jubilado, pasará a vivir en Estoril, Portugal. En esos años publica, entre otros libros, los poemarios Futuro inmemorial (1985), Deus, tempo, morte, amor e outras bagatelas (1987), Espelho cego (1990) y Caracol ao Pôr-do-Sol.
Muere en julio del año 1994, en Lisboa, ciudad en la que está enterrado.

## Obras
- Lengua y Estilo de Eça de Queiroz - I - Elementos Básicos (1954).
- Lua de Além-Mar (1959).
- Poemas (1961).
- Rio de Sonho e Tempo (1963).
- Motivos de eu (1966).
- Futuro inmemorial (1985).
- Deus Tempo Morte Amor e outras bagatelas (1987).
- Espelho cego (1990).
- Caracol ao Pôr-do-Sol (2003).
- Antologia da poesia em galego (2021).